# Палесейд (Колорадо)
Палесейд (англ. Palisade) — місто (англ. town) в США, в окрузі Меса штату Колорадо. Населення — 2565 осіб (2020).

## Географія
Палесейд розташований за координатами 39°6′27″ пн. ш. 108°21′33″ зх. д. / 39.10750° пн. ш. 108.35917° зх. д. (39.107446, -108.359071).  За даними Бюро перепису населення США в 2010 році місто мало площу 2,96 км², з яких 2,95 км² — суходіл та 0,01 км² — водойми.

### Клімат
| Клімат : Палесейд     | Клімат : Палесейд | Клімат : Палесейд | Клімат : Палесейд | Клімат : Палесейд | Клімат : Палесейд | Клімат : Палесейд | Клімат : Палесейд | Клімат : Палесейд | Клімат : Палесейд | Клімат : Палесейд | Клімат : Палесейд | Клімат : Палесейд | Клімат : Палесейд |
| Показник              | Січ.              | Лют.              | Бер.              | Квіт.             | Трав.             | Черв.             | Лип.              | Серп.             | Вер.              | Жовт.             | Лист.             | Груд.             | Рік               |
| Середній максимум, °C | 3,9               | 7,8               | 13,3              | 18,3              | 23,9              | 30,0              | 33,3              | 31,7              | 26,7              | 19,4              | 10,6              | 3,9               | 18,3              |
| Середній мінімум, °C  | −7,2              | −3,3              | 1,1               | 4,4               | 9,4               | 13,9              | 17,8              | 16,7              | 11,7              | 5,0               | −1,1              | −6,1              | 5,0               |
| --------------------- | ----------------- | ----------------- | ----------------- | ----------------- | ----------------- | ----------------- | ----------------- | ----------------- | ----------------- | ----------------- | ----------------- | ----------------- | ----------------- |
| Джерело: Weather      |                   |                   |                   |                   |                   |                   |                   |                   |                   |                   |                   |                   |                   |

## Демографія
Згідно з переписом 2010 року, у місті мешкали 2692 особи в 1184 домогосподарствах у складі 663 родин. Густота населення становила 910 осіб/км².  Було 1274 помешкання (431/км²).
Расовий склад населення:
| - 89,8 % — білих - 2,2 % — корінних американців - 0,9 % — азіатів - 0,3 % — вихідців з тихоокеанських островів - 0,3 % — чорних або афроамериканців - 4,5 % — осіб інших рас |

До двох чи більше рас належало 2,1 %. Частка іспаномовних становила 10,5 % від усіх жителів.
За віковим діапазоном населення розподілялося таким чином: 22,3 % — особи молодші 18 років, 59,4 % — особи у віці 18—64 років, 18,3 % — особи у віці 65 років та старші. Медіана віку мешканця становила 42,5 року. На 100 осіб жіночої статі у місті припадало 94,8 чоловіків;  на 100 жінок у віці від 18 років та старших — 92,2 чоловіків також старших 18 років.
Середній дохід на одне домашнє господарство  становив 55 949 доларів США (медіана — 43 167), а середній дохід на одну сім'ю — 65 896 доларів (медіана — 51 544). За межею бідності перебувало 9,5 % осіб, у тому числі 2,7 % дітей у віці до 18 років та 12,5 % осіб у віці 65 років та старших.
Цивільне працевлаштоване населення становило 1352 особи. Основні галузі зайнятості: освіта, охорона здоров'я та соціальна допомога — 21,2 %, роздрібна торгівля — 14,6 %, мистецтво, розваги та відпочинок — 12,4 %, виробництво — 10,9 %.